# Svenska Resebranschföreningen
Svenska Resebranschföreningen (tidigare Svenska resebyrå- och arrangörsföreningen), (på engelska: Association of Swedish Travel Industry) är en medlemsorganisation för svenska resebyråer och researrangörer i Sverige. Föreningen bildades den 13 mars 1937 och företräder 2023 närmare 85 procent av landets resebyråer och researrangörer räknat i omsättning. Föreningen har ca 300 medlemsföretag.  Medlemsföretagen sysselsatte runt 6 000 personer vid utgången av 2022 och hade en affärsvolym på 50 mdr kr år 2019, innan Covid pandemin. 
Föreningens kansli är beläget i Stockholm. Föreningen är medlem i de europeiska resebyråföreningarnas paraplyorganisation inom EU, ECTAA - Group of National Travel Agents' and Tour Operators' Associations within the EU.
Tidigt under Coronavirusutbrottet 2020–2021 i Sverige uppmanade SRF generalsekreterare landets reseföretag att inte återbetala pengar till resenärer för inställda eller avbokade resor. Han sade att "Paketreselagen är satt ur spel" och "Alla dessa lagar är inte skapade för den situation som vi nu ser, och därför menar vi att det är orimligt." Vissa bolag sade sig inte ha för avsikt att följa SRF:s uppmaning. Både flygbolag och researrangörer fick i juni 2021 kritik av EU:s revisorer för att inte ha ersatt resenärer när flygresor ställdes in. I juli 2022 hade många konsumenter fortfarande inte fått tillbaka pengar från onlineresebyråer och Konsumentverket inledde en tillsyn tillsammans med EU-kommissionen. Flygbolag uppgav att de hade fört över pengar till resebyråerna men enligt Konsumentverket hade sedan pengarna fastnat där. Konsumentverkets generaldirektör sade att konsumenter kan vända sig direkt till flygbolagen och begära att flygbolaget betalade, och att konsumenter inte ska låta flygbolagen hänvisa tillbaka till resebyrån, något flygbolagen inte får göra.